# On the Bench
On the Bench is een videospel dat werd uitgegeven door Cult Games. Het spel kwam in 1990 uit voor de platforms Commodore 64 en de ZX Spectrum. Het spel is een voetbalmanagementspel voor één persoon dat wordt bediend via het toetsenbord..